# Cugir RATMIL
Cugir RATMIL hay RATMIL md. 96 hoặc PM md. 96 (Pistol Mitralieră model 1996) thường được biết với tên RATMIL là loại súng tiểu liên được chế tạo bởi công ty Uzina Mecanica Cugir SA tại România. Súng được phát triển để trang bị cho các lực lượng quân đội, quân cảnh và thi hành công vụ tại Romania cũng như được dùng để xuất khẩu.

## Thiết kế
RATMIL Sử dụng cơ chế nạp đạn blowback, bắn với khóa nòng mở. Các bộ phận của súng được làm bằng thép dập. Nòng súng có cắt các khe để chống giật. Nút khóa an toàn cũng là nút chọn chế độ bắn được thiết kế dựa trên khẩu AK-47 nằm phía bên phải súng với ba chế độ là an toàn, phát một và tự động.
Hệ thống nhắm cơ bản của súng là điểm ruồi. Báng súng có thể gấp qua một bên để tiết kiệm không gian khi không cần dùng.